# 普蘭提斯 (密西西比州)
普蘭提斯（英語：Prentiss）是一個位於美國密西西比州傑佛遜·戴維斯縣的城鎮。根據2010年美國人口普查，該地共人口1,081人，而該地的面積約為4.90平方千米。同時該地也是傑佛遜·戴維斯縣的縣治。

## 地理
普蘭提斯的座標為31°35′49″N 89°52′11″W / 31.59694°N 89.86972°W，而該地的平均海拔高度為101米（即331英尺）。